# روي سوندرز
روي سوندرز (بالإنجليزية: Roy Saunders)‏ (4 سبتمبر 1930 بسالفورد في المملكة المتحدة - 29 يناير 2009 بسوانزي في المملكة المتحدة) هو لاعب كرة قدم بريطاني في مركز الدفاع. لعب مع سوانزي سيتي ونادي ليفربول.